# Actinomicosi
L'actinomicosi és una malaltia bacteriana infecciosa rara causada per l'espècie grampositiva Actinomyces. Al voltant del 70% de les infeccions es deuen a Actinomyces israelii o A. gerencseriae. La infecció també pot ser causada per Streptomyces somaliensis i Propionibacterium propionicus.
La malaltia es caracteritza per la formació d'abscessos dolorosos a la boca, els pulmons, el pit o el tracte gastrointestinal. Els abscessos d'actinomicosi creixen a mesura que avança la malaltia, sovint durant mesos. En casos greus, poden penetrar l'os i els músculs circumdants fins a la pell, on es trenquen i filtren grans quantitats de pus, que sovint conté grànuls característics plens de bacteris descendents. Aquests grànuls sovint s'anomenen "grànuls de sofre" pel seu aspecte groc, encara que també poden ser blancs, grisos o marrons.

## Causes
L'actinomicosi és causada principalment per qualsevol dels diversos membres del gènere Actinomyces. Aquests bacteris són generalment anaerobis. En els animals, normalment viuen als petits espais entre les dents i les genives, causant infecció només quan es poden multiplicar lliurement en ambients anòxics. Algunes condicions augmenten el risc de desenvolupar la malaltia, com ara treballs dentals recents, mala higiene bucal, una malaltia periodontal, radioteràpia o traumatisme mandibular, causant danys locals en els teixits de la mucosa oral. A. israelii és una espècie comensal normal que forma part de la microbiota del tracte reproductor inferior femení. També són comensals normals entre la flora intestinal del cec; així, es pot produir actinomicosi abdominal després de l'extirpació de l'apèndix. Els tres llocs d'infecció més comuns són les dents cariades, els pulmons i els intestins. Les infeccions per actinomicosi són típicament polimicrobianes, és a dir, contenen espècies bacterianes addicionals; com que Actinomyces per si sol té poca capacitat invasora, aquestes altres espècies sovint ajuden en el procés d'infecció.

## Diagnòstic
L'actinomicosi és difícil de diagnosticar. Generalment s'utilitzen exàmens microbiològics, que es poden complementar amb una ressonància magnètica i immunoassaigs.

## Tractament
Els bacteris Actinomyces són generalment sensibles a la penicil·lina, que s'utilitza amb freqüència per tractar l'actinomicosi. En casos d'al·lèrgia a la penicil·lina, s'utilitza doxiciclina. Les sulfonamides com el sulfametoxazol es poden utilitzar com a règim alternatiu amb una dosi diària total de 2-4 grams. La resposta a la teràpia és lenta i pot trigar mesos. La oxigenoteràpia hiperbàrica també es pot utilitzar com a complement a la teràpia convencional quan el procés de la malaltia és refractari als antibiòtics i al tractament quirúrgic.

## Epidemiologia
La incidència de la malaltia és més gran en homes d'entre 20 i 60 anys que en dones. Abans que els tractaments antibiòtics estiguessin disponibles, la incidència als Països Baixos i Alemanya era d'un per 100.000 persones/any. La incidència als EUA a la dècada de 1970 era d'un per 300.000 persones/any, mentre que a Alemanya el 1984, es calculava que era un per cada 40.000 persones/any. L'ús de dispositius intrauterins (DIU) ha augmentat la incidència d'actinomicosi genitourinària en les dones. La incidència de l'actinomicosi oral, que és més difícil de diagnosticar, ha augmentat.

## Història
L'any 1877, el patòleg Otto Bollinger va descriure la presència d' A. bovis al bestiar boví, i poc després, James Israel va descobrir A. israelii en humans. El 1890, Eugen Bostroem va aïllar l'organisme causant d'un cultiu de gra, herbes i sòl. Després del descobriment de Bostroem, va existir durant anys la idea errònia general que l'actinomicosi era una micosi que afectava persones que mastegaven herba o palla. El Manual de Bacteriologia Sistemàtica de Bergey va classificar l'organisme com a bacteri l'any 1939, però la malaltia va romandre classificada com a fong a l'edició de 1955 del Control of Communicable Diseases in Man.

## Altres animals
L'actinomicosi es produeix rarament en humans, però amb força freqüència en bovins com una malaltia anomenada "mandíbula grumosa". Aquest nom fa referència als grans abscessos que creixen al cap i al coll de l'animal infectat. També rarament pot afectar ovelles, porcs, cavalls, gossos i altres mamífers.